# Литографија
Литографија (фр. litographie, нем. steindruck, енг. lithography) спада у посебне графичке технике „равне штампе“. Изводи се на матрици која је од камена (обично нека мекша врста попут кречњака). И назив је настао по самој матрици од грчких термина lithos – „камен“ и graphein – „писати“.
Литографија је базирана на хемијским процесима који настају дјеловањем одређених киселина, плоче и материјала који служе за цртање по камену. Графичар по завршетку обраде матрице премазује је бојом и штампа на овлажени папир своју графику/литографију уз помоћ штампарске пресе.

## Историјат

### Проналазак литографије
Проналазак ове најмлађе графичке технике се приписује Немцу Алојзу Зенефелдеру (1771-1834) 1796. године. У почетку, Зенефелдер је технику називао „хемијским“ штампањем. Била је позната и под именом steindruckerei, односно „штампа на камену“. Зенефелдер није био уметник, већ драмски писац, који је покушавао пронаћи јефтинији начин за штампање својих текстова и музичких партиција. Позната је прича о случајном проналаску литографије, када је Зенефелдер, немајући при руци папир, у једном тренутку записао листу тушем на камену плочу. Зенефелдер је затим покушао да овај запис обради хемијским путем. Након што је камен опрао раствором сапуна и воде, открио је да са површина које су биле под тушем вода бежи. Када је покушао да набоји камен, те површине су прихватале боју, док су површине обрађене хемијским путем, које су остајале мокре, боју одбијале. Иако је и претходно било оних који су експериментисали на каменим плочама, Зенефелдер је први открио и утврдио принцип литографије.
Зенефелдер се није обогатио овим изумом. Ипак, зарадио је довољно да отвори радионицу у Офенбаху и да обучи раднике за рад са овом техником. Усавршио је и принцип преноса на камен са папира. Експериментисао је са штампом у боји, усавршио литографске боје. Издао је 1819. године приручник под именом A Complete Course of Litography.
Нова техника се убрзо раширила по Немачкој, Француској, Енглеској, Шпанији, Холандији и САД, без икакве користи за Зенефелдера који је од баварског краља добио права на коришћење ове технике у својој земљи. Уметници су убрзо схватили да ова нова техника верно преноси њихов цртеж са свим детаљима и тонским градацијама. У Француској је литографија наишла на позитивни одзив уметника као што су Ежен Делакроа и Теодор Жерико. Са Гојом и Домијеом, техника је дефинитивно постала један од цењених уметничких медијума. До 1820, само у Паризу је отворено 280 литографских радионица.

### Уметничка примена
За праву дистинкцију литографије од њене репродуктивне улоге најзаслужнији су уметници као Никола Тусан Шарле (1792-1845), Жан Огист Доминик Енгр (1780-1867), Теодор Жерико (1791-1824), Ежен Делакроа (1798-1863), Франциско Гоја (1746-1828). Један од најпознатијих литографа је свакако Оноре Домије (1808-1879) са више од 4000 графичких листова. Од модернијих аутора треба споменути Едуара Манеа (1832-1883), Фантен-Латура (1836-1904), Ежена Каријера (1849-1906) и Одилона Редона (1840-1916).
Гоја је почео да се бави литографијом у Шпанији, са ограниченим успехом. Тек је у Француској, у Бордоу, овладао у потпуности техником. Радио је директно на камену, наслоњеном вертикално на штафелај, користећи литографску креду и туш, али и алате за гребање цртежа са камена. 1825. године је урадио серију од четири литографије које приказују шпанску кориду, Les Taureaux de Bordeaux.
Домије је остао и до данашњег дана модел политичког карикатуристе. Један је од најпродуктивнијих корисника литографије. Урадио је за листове La Caricature и Charivari преко четири хиљаде литографија.
Ова популарна графичка техника доживела је велики успех и међу савременим уметницима. Од великог броја оних који су ову технику практиковали, наведимо само неколико најпознатијих: Едвард Мунк (1863-1944), Жорж Руо (1871-1958), Пабло Пикасо (1881-1973), Антони Клаве (1913-2005).

### Литографија у боји
Литографија у боји се развила паралелно са усавршавањем технике. Већ их је Зенефелдер произвео неколико 1809. године. Ипак, тек је Годфроа Енгелман детаљно описао процес литографије у боји (кромолитографије) 1837. године. Литографија у боји је дочекана са одушевљењем, јер је представљала далеко јефтинију и доступнију замену за до тада скупе и компликоване графике у боји израђиване у техникама дубоке штампе. Њене техничке могућности су је убрзо поставиле за уобичајени технички процес при изради плаката, часописа, промотивног материјала. Литографију у боји је на ниво уметничког медијума подигао Тулуз-Лотрек, који је након Жила Шереа, француског уметника, израдио неке од данас најпознатијих плаката у овој техници. Литографију у боји су практиковали и уметници као Едуар Вијар и Пјер Бонар.

## Принцип
Литографија је графичка техника равне штампе која као подлогу користи литографски камен са равном површином. На глатку и обрађену површину камена се наноси цртеж, масном литографском кредом, литографским тушем или неким другим масним средством (уљани пастел, оловке за цртање по стаклу, сапун...). Површина камена за литографију је порозна, рупичаста, а зрнаста структура лако прима на себе литографску креду и туш.
Након хемијске обраде раствором азотне и фосфорне киселине тако изведеног цртежа, површина камена исцртана масним материјалом прима штампарску боју, док површина која није била заштићена и на коју је деловала киселина боју одбија. Код набојавања, камен се мора стално и равномерно квасити водом. На набојени камен се поставља папир, а након тога се приступа штампи уз помоћ литографске штампарске пресе, кроз коју се камен креће хоризонтално уз константни вертикални притисак.

## Материјал

### Литографски камен
Традиционално, најбољи камен за литографију је кречњачки камен који се вади северно од Минхена, у области Франконије, у Золнхофену, Лангеналтхајму и Мернсхајму. Овај каменолом је још увек активан, иако је потражња ограничена на захтеве од стране уметника, универзитета и уметничких школа. Каменоломи постоје и у другим земљама, али се једино баварски камен сматра довољно квалитетним за ову технику. Постоји и у Струганику.
Данас су камене плоче високог квалитета постале ретке и скупе. Разлог је смањена потражња за камењем велике дебљине које је у индустријској литографији почев од 1930. замењено металним плочама. Данашњи најактивнији каменоломи се налазе у деловима где се вади камење мање дебљине, које се користи у грађевинарству. Упркос томе, још увек се производе и камене плоче погодне за класичну литографију, чија цена зависи од дебљине, величине и квалитета.

#### Хемијски састав и физичке карактеристике литографског камена
По хемијском саставу, литографски камен је 94 до 98% калцијум карбонат. Остали део заузимају силицијум, гвожђе, манган и алуминијум оксид. Због велике чистоће, камен прима масноћу и киселину равномерно, и веома је осетљив на хемијска средства која се у литографској техници користе.
Карактеристике камена се препознају лако по боји. Тамносиви и плавосиви камен је најтврђи и најкомпактнији, али није погодан за деликатне тонске градације. Светло-плаво-сиви камен је најбољи за све технике, даје одличне резултате код тонских градација, и погодан је за велике тираже. Тамножути је нешто мекши од претходног, такође погодан за све технике, и стабилан приликом штампе. Жути камен је најмекши, има велику пропорцију оксида, кристала и фосила, па тако га понекад није могуће хемијски обрадити равномерно, а суптилнији цртеж губи на оштрини. Ова врста камена је најбоља за линеарни цртеж и површине идентичног тона. Врсту камена је дакле потребно изабрати у складу са квалитетом цртежа и врстом материјала који се користи.

#### Припрема камена
Литографски камен мора бити савршено раван да би се осигурао квалитетан отисак, а његова површина фино обрађена и исполирана да би омогућила детаљан цртеж. Уз помоћ карборундума (силицијум карбид) или песка, левигатора или другог камена мањег формата, литографски камен се припрема назрнчавањем. На наквашени камен се наноси песак, а затим се левигатор или камен мањег формата повлаче преко њега правилним покретима у облику осмице. На тај начин се са камена уклања претходни цртеж и слој масноће, а камен нивелише и припрема за следећу употребу.
У зависности од гранулације песка или карборундума, добија се мање или више изражена назрнчана површина. Израженија текстура је погоднија за рад са литографском кредом, док је глађа површина погоднија за цртеж изведен литографским тушем и пером.

### Основни цртаћи материјал
Основни материјал за цртање на камену су литографски туш и литографски креда. Поред тога постоји и низ других материјала, могућност трансфера цртежа, као и фотографске методе. Основна карактеристика цртаћег материјала је његова масноћа.
Литографска креда садржи животињску маст, шелак и пигмент. У продаји се налази у више градација означених бројевима од 0 до 5, у зависности од тврдоће, где је 0 најтврђа а 5 најмекша литографски креда (амерички систем означавања је супротан). Литографска креда се продаје у облику штапића или у облику оловке.
Литографски туш се у продаји налази у чврстом или течном облику. Његов састав је сличан литографској креди. Раствара се и разређује алкохолом, литотином или терпентином. Наноси се четкицама или пером, прскањем и слично.

## Хемијска обрада цртежа и припрема за штампу
Након што је на обрађеном камену израђен или на њега пренесен цртеж, приступа се хемијској обради. Она се састоји прво из наношења колофонијума и талка на цртеж, а затим и из ецовања, односно обраде камена раствором азотне и фосфорне киселине у гумиарабици, евентуално са додатком танина. У зависности од карактеристика цртежа, припрема се јачи или слабији раствор.
Након хемијске обраде киселином, на камену остаје слој гумиарабике који штити неисцртане делове камена. Цртеж се испира терпентином, чиме се са површине камена уклања слој литографског туша или креде, а остаје масноћа која је из цртаћег материјала продрла у површински слој камена. На камен се затим наноси битумен или специјална литографска боја, која стабилизује слој масноће, тј. цртеж на камену. Гумиарабика се затим испира водом, а камен се набојава литографском бојом уз помоћ литографског ваљка. Цртеж се изнова појављује на камену. Цео процес се затим понавља још једном, а након тога је камен спреман за штампу.

## Штампање литографије
Литографија се штампа на литографским пресама, уз помоћ литографских ваљака и литографске боје. Као подлога се користи папир.
Постоји више типова литографских преса, енглеске, немачке, француске или америчке конструкције. Сви типови се састоје од две основне компоненте, са варијацијама у форми или начину на који се врши притисак. Основне компоненте су покретни хоризонтални плато на који се полаже камен, и у односу на њега, под правим углом, део који носи рајбер и омогућава извршавање вертикалног притиска на камену плочу.
Најбољи тип ваљка за литографију је кожни ваљак. Он се користи углавном у црно-белој техници, док се код вишебојне литографије користи само за наношење црне боје, док се за остале боје користе синтетички ваљци. Иако је чување и чишћење кожног ваљка компликован процес, он се и даље користи, јер даје штампару бољу контролу при штампи у односу на синтетичке ваљке.
Литографска боја је специјално израђена за примену у литографији. Постоји више врста литографске боје, које се примењују у зависности од карактеристика цртежа.
За литографију је као подлога најбољи јак и гладак папир, неизражене текстуре, неутралне киселости. Најпознатији папири су: Strathmore, Fabriano, BFK Rives, Arches, Guarro, Somerset и други. Такође су погодне и неке врсте јапанског папира. Папир се кваси пре употребе, при чему је потребно постићи равномерну влажност. Једино се на тај начин могу добити задовољавајући резултати при штампи деликатнијег цртежа. Јапански папир, који је тањи, се не кваси.